# Navid Negahban
Navid Negahban (in persiano: نوید نگهبان; Mashhad, 2 giugno 1968) è un attore iraniano naturalizzato statunitense. È noto soprattutto per aver interpretato Abu Nazir in Homeland - Caccia alla spia.

## Biografia
Nato a Mashhad, in Iran, ha iniziato a fare teatro a 8 anni. A 20 anni è emigrato prima in Turchia e poi in Germania, dove ha lavorato per una compagnia teatrale, mentre nel 1993 è emigrato negli Stati Uniti. Parla l'inglese, il persiano, il dari e il tedesco.
È apparso nelle serie The Shield, West Wing - Tutti gli uomini del Presidente, Lost e CSI: Miami. Ha collaborato due volte con l'attrice Necar Zadegan, nelle serie 24 e CSI: Miami. Ha anche collaborato con l'attrice Mozhan Marnò nella serie The Unit e nel film The Stoning of Soraya M., dove lui interpreta Marnò, il marito di Soraya. Nel 2008 ha doppiato il Dottor Challus Mercer nel videogioco Dead Space. Negahban ha anche interpretato Abu Nazir, antagonista principale delle prime due stagioni di Homeland - Caccia alla spia.
Nel febbraio 2015 The Hollywood Reporter e Variety hanno confermato che Negahban interpreterà un generale siriano nel thriller Damascus Cover, recitando al fianco di Jonathan Rhys Meyers, Olivia Thirlby e John Hurt. Nello stesso anno ha recitato nel film israeliano in lingua persiana Baba Joon. Nel 2019 ha recitato in Aladdin, remake live action dell'omonimo film d'animazione Disney del 1992, diretto da Guy Ritchie.

## Filmografia parziale

### Cinema
- Broken, regia di Alan White (2006)
- La guerra di Charlie Wilson (Charlie Wilson's War), regia di Mike Nichols (2007)
- Richard III, regia di Scott M. Anderson (2008)
- The Stoning of Soraya M., regia di Cyrus Nowrasteh (2008)
- Powder Blue, regia di Timothy Linh Bui (2009)
- Dead Air, regia di Corbin Bernsen (2009)
- Brothers, regia di Jim Sheridan (2009)
- Atlas Shrugged: Part I, regia di Paul Johansson (2011)
- The Power of Few - Il potere dei pochi (The Power of Few), regia di Leone Marucci (2013)
- Words and Pictures, regia di Fred Schepisi (2013)
- American Sniper, regia di Clint Eastwood (2014)
- Baba Joon, regia di Yuval Delshad (2015)
- Price for Freedom, regia di Dylan Bank (2015)
- Jimmy Vestvood - Benvenuti in Amerika (Jimmy Vestvood: Amerikan Hero), regia di Jonathan Kesselman (2016)
- Sniper - Nemico fantasma (Sniper: Ghost Shooter), regia di Don Michael Paul (2016)
- Castello di sabbia (Sand Castle), regia di Fernando Coimbra (2017)
- American Assassin, regia di Michael Cuesta (2017)
- 12 Soldiers (12 Strong), regia di Nicolai Fuglsig (2018)
- Aladdin, regia di Guy Ritchie (2019)
- Operazione Kandahar (Kandahar), regia di Ric Roman Waugh (2023)
- Una torta per l'uomo giusto (Sitting in Bars with Cake), regia di Trish Sie (2023)

### Televisione
- The Shield – serie TV, episodio 2x02 (2003)
- JAG - Avvocati in divisa (JAG) – serie TV, episodio 9x02 (2003)
- Codice Matrix (Threat Matrix) – serie TV, episodio 1x13 (2004)
- West Wing - Tutti gli uomini del Presidente (The West Wing) – serie TV, episodio 5x22 (2004)
- Lost – serie TV, episodio 1x09 (2004)
- 24 – serie TV, 9 episodi (2005-2010)
- Las Vegas – serie TV, episodio 3x17 (2006)
- 11 settembre - Tragedia annunciata (The Path to 9/11), regia di David L. Cunningham – film TV (2006)
- The Unit – serie TV, episodio 1x06 (2006)
- Senza traccia (Without a Trace) – serie TV, episodio 4x20 (2006)
- Criminal Minds – serie TV, episodio 1x21 (2006)
- Alias – serie TV, episodio 5x17 (2006)
- Law & Order - I due volti della giustizia (Law & Order) – serie TV, episodio 17x04 (2006)
- The Closer – serie TV, episodio 2x15 (2006)
- Sleeper Cell – serie TV, episodio 2x04 (2006)
- Shark - Giustizia a tutti i costi (Shark) – serie TV, episodio 1x11 (2007)
- NCIS - Unità anticrimine (NCIS) – serie TV, episodio 4x18 (2007)
- Fringe – serie TV, episodio 2x03 (2009)
- CSI: Miami – serie TV, episodio 8x18 (2010)
- Dark Blue – serie TV, episodio 2x10 (2010)
- NCIS: Los Angeles – serie TV, episodio 2x04 (2010)
- Homeland - Caccia alla spia (Homeland) – serie TV, 20 episodi (2011-2013)
- CSI: NY – serie TV, episodio 9x15 (2013)
- Arrow – serie TV, episodio 2x05 (2013)
- The Mentalist – serie TV, episodio 6x12 (2014)
- Person of Interest – serie TV, episodio 4x01 (2014)
- The Messengers – serie TV, 4 episodi (2015)
- Legion – serie TV, 18 episodi (2018-2019)
- God Friended Me – serie TV, episodio 1x06 (2018)
- The Serpent Queen – serie TV, 4 episodi (2022)
- The Night Agent – serie TV, (2025)

### Videogiochi
- Dead Space (2008)
- 1979 Revolution: Black Friday (2016, anche co-produttore)
- Call of Duty: Black Ops Cold War (2020)
- Gotham Knights (2022)

## Doppiatori italiani
Nelle versioni in italiano delle opere in cui ha recitato, Navid Negahban è stato doppiato da:
- Paolo Marchese in Brothers, CSI: Miami, 12 Soldiers
- Marco Mete in Arrow, American Assassin, The Night Agent
- Luigi Ferraro in The Shield, The Closer
- Enrico Di Troia in Lost, Fringe
- Pasquale Anselmo in Words and Pictures, Brain on Fire
- Davide Marzi in Criminal Minds
- Alberto Caneva in 24
- Alberto Angrisano in NCIS: Los Angeles
- Massimiliano Plinio in Jimmy Vestvood - Benvenuti in Amerika
- Mario Zucca in Sniper - Nemico fantasma
- Stefano Thermes in Homeland - Caccia alla spia
- Vladimiro Conti in The Mentalist
- Antonio Palumbo in Person of Interest
- Gaetano Lizzio in The Catch
- Edoardo Siravo in Legion
- Gigi Proietti in Aladdin
- Massimo De Ambrosis in The Cleaning Lady
- Pierluigi Astore in The Serpent Queen
- Luca Biagini in Operazione Kandahar
- Bruno Alessandro in The Old Man

Da doppiatore è stato sostituito da:
- Claudio Ridolfo in Dead Space
- Luca Sandri in Castelvania
- Luca Ghignone in Call of Duty: Black Ops Cold War
- Silvio Pandolfi in Gotham Knights